# 東關王廟
東關王廟（：／ Donggwan-wangmyo */?），又稱東關帝廟、簡稱東廟，是韓國首都首爾特別市的一所關帝廟，位於鐘路區東大門外，占地面積約30,793坪（即9,315平方米）。

## 歷史
1599年萬曆朝鮮戰爭後始建，1601年完工，由明朝政府資助。另有南廟、北廟、西廟、中廟。南廟毀於韓戰並遷至銅雀區，後三者毀於大韓帝國時代1908年，唯此廟尚存於原地。朝鮮英祖年間被納入國家級祭祀範圍，以示對清帝國的抗議。於祭祀時會使用朝鮮巫教的傳統儀式。
1963年1月21日被訂為第142號國寶。近年為吸引中國旅客，正進行修復工程。

## 照片

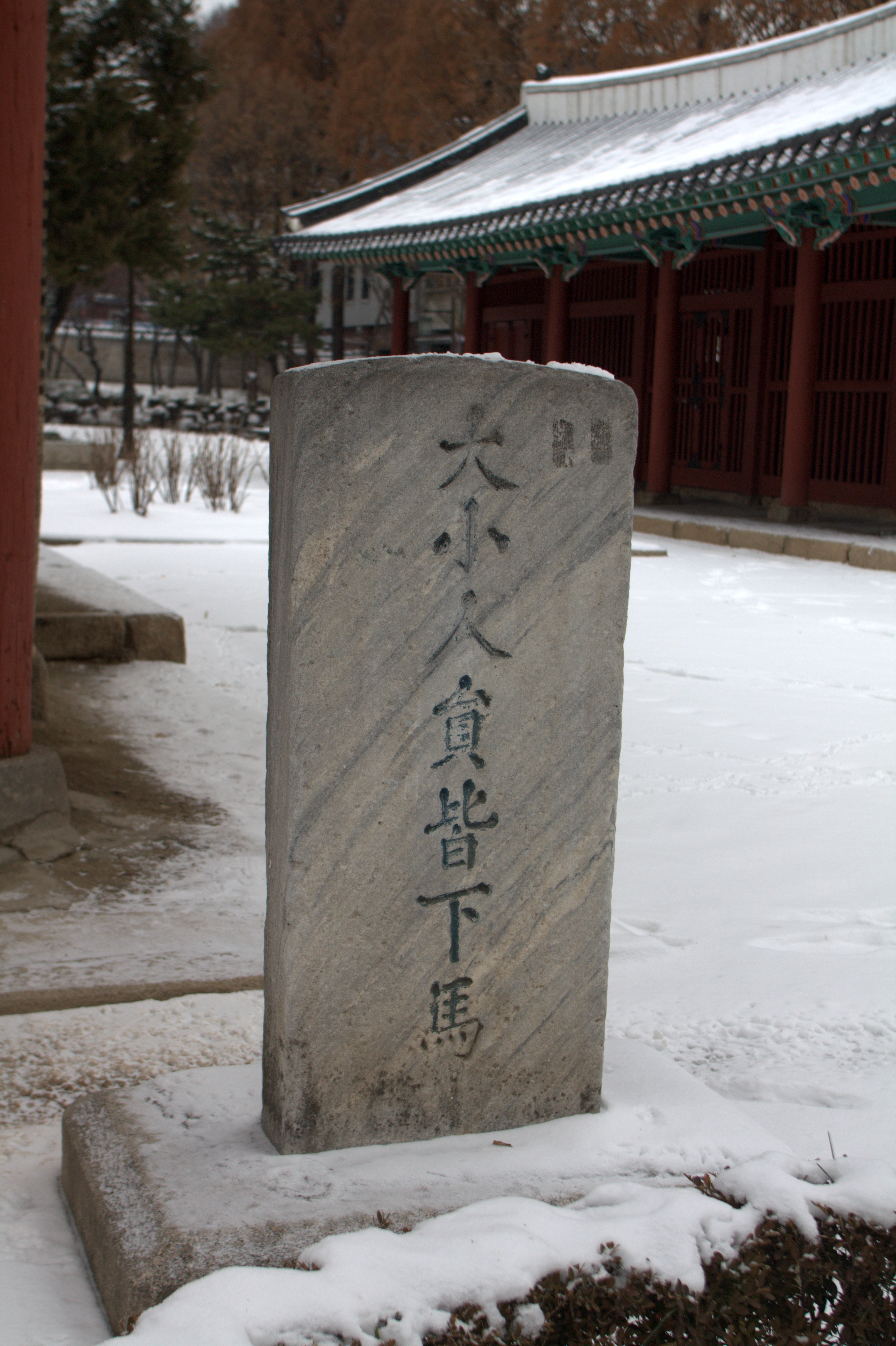
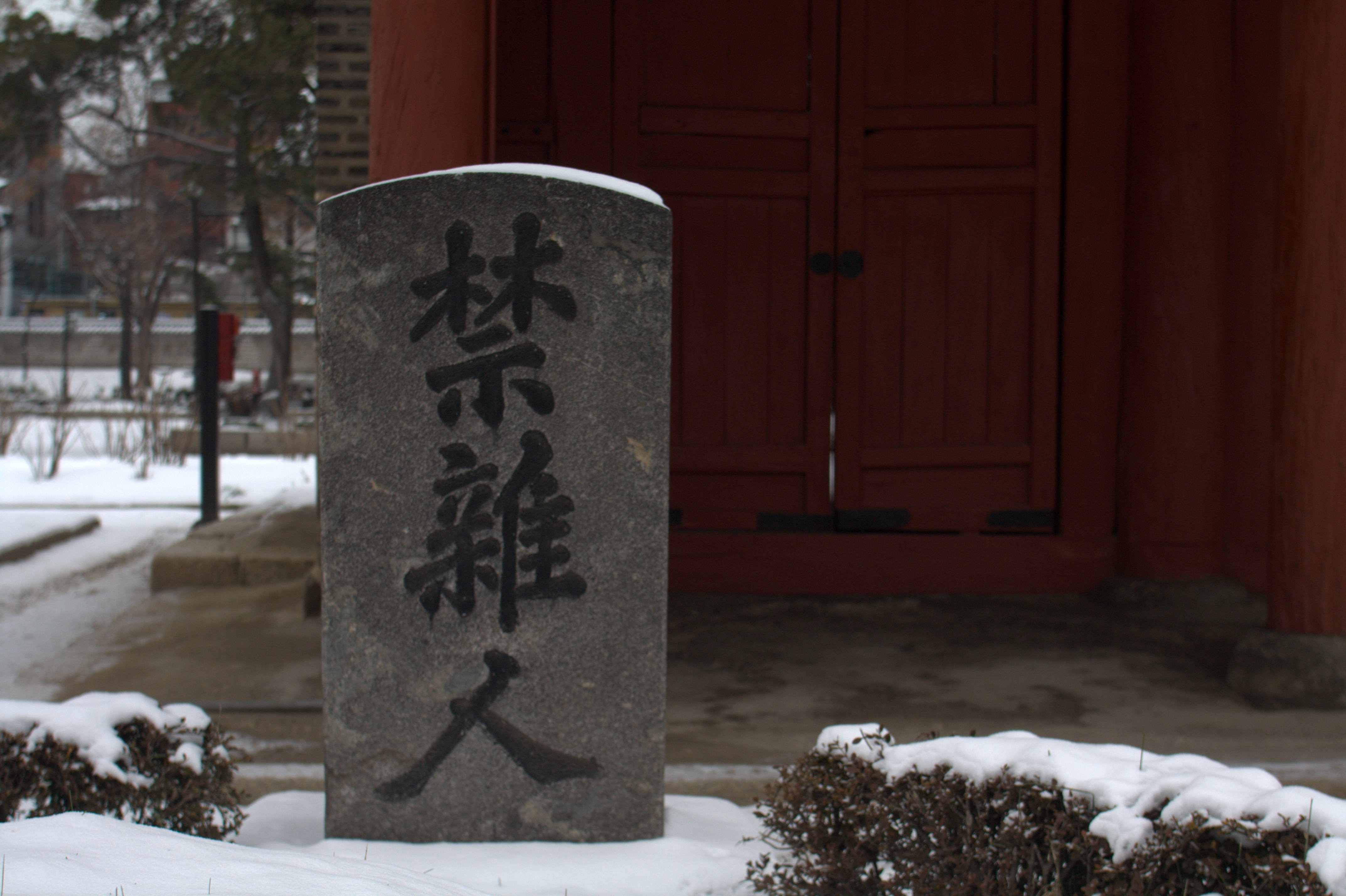
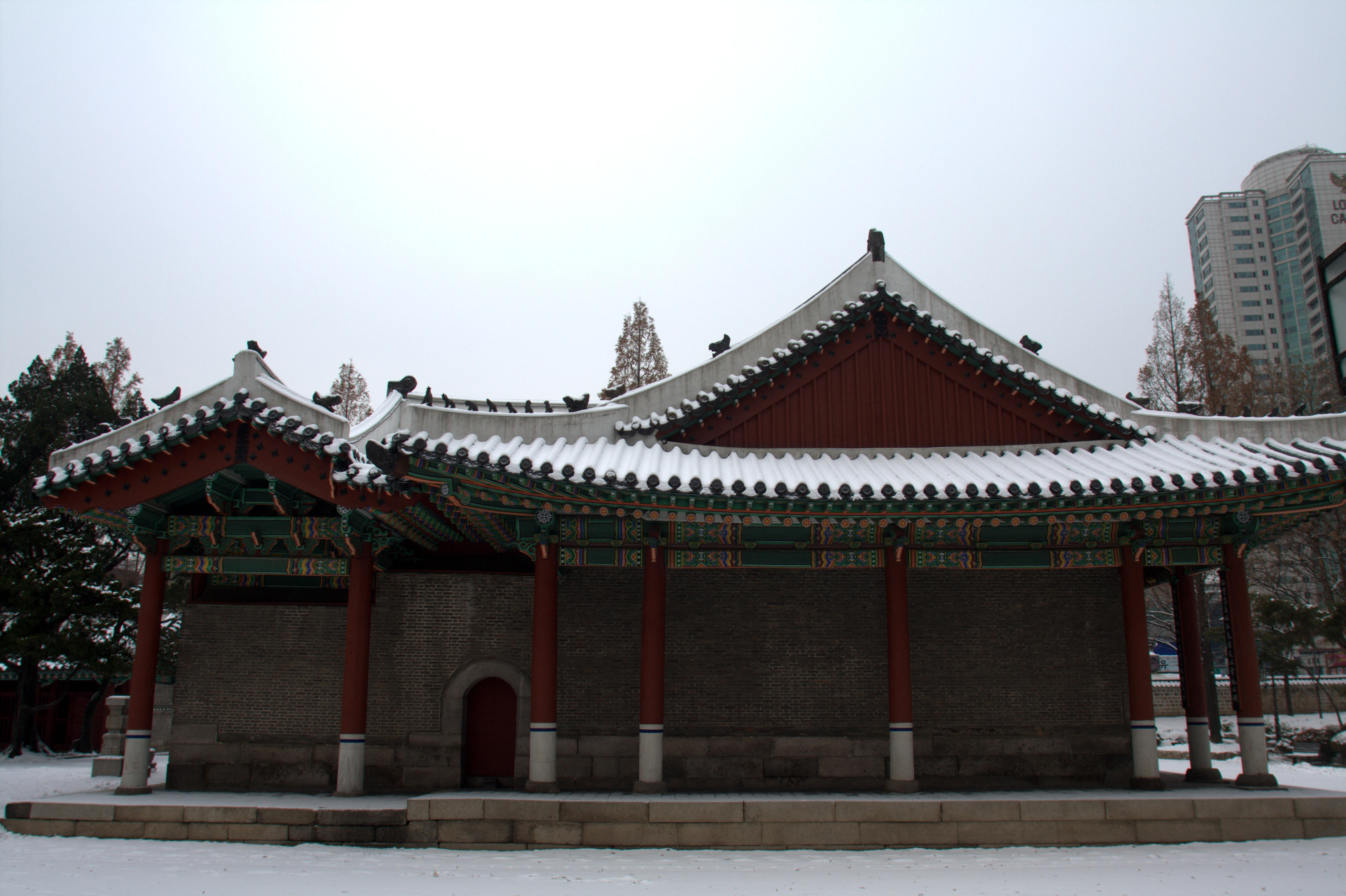
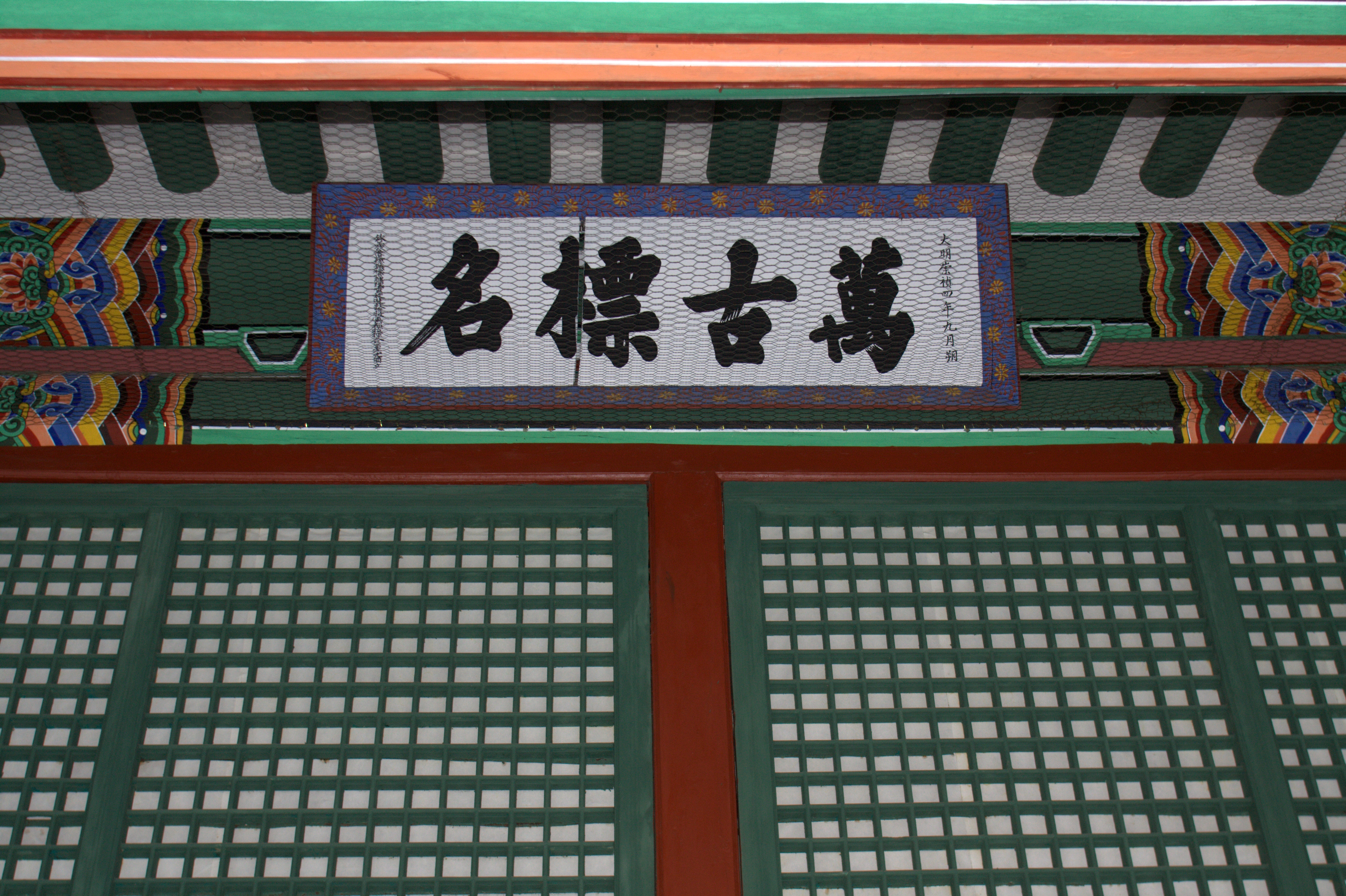
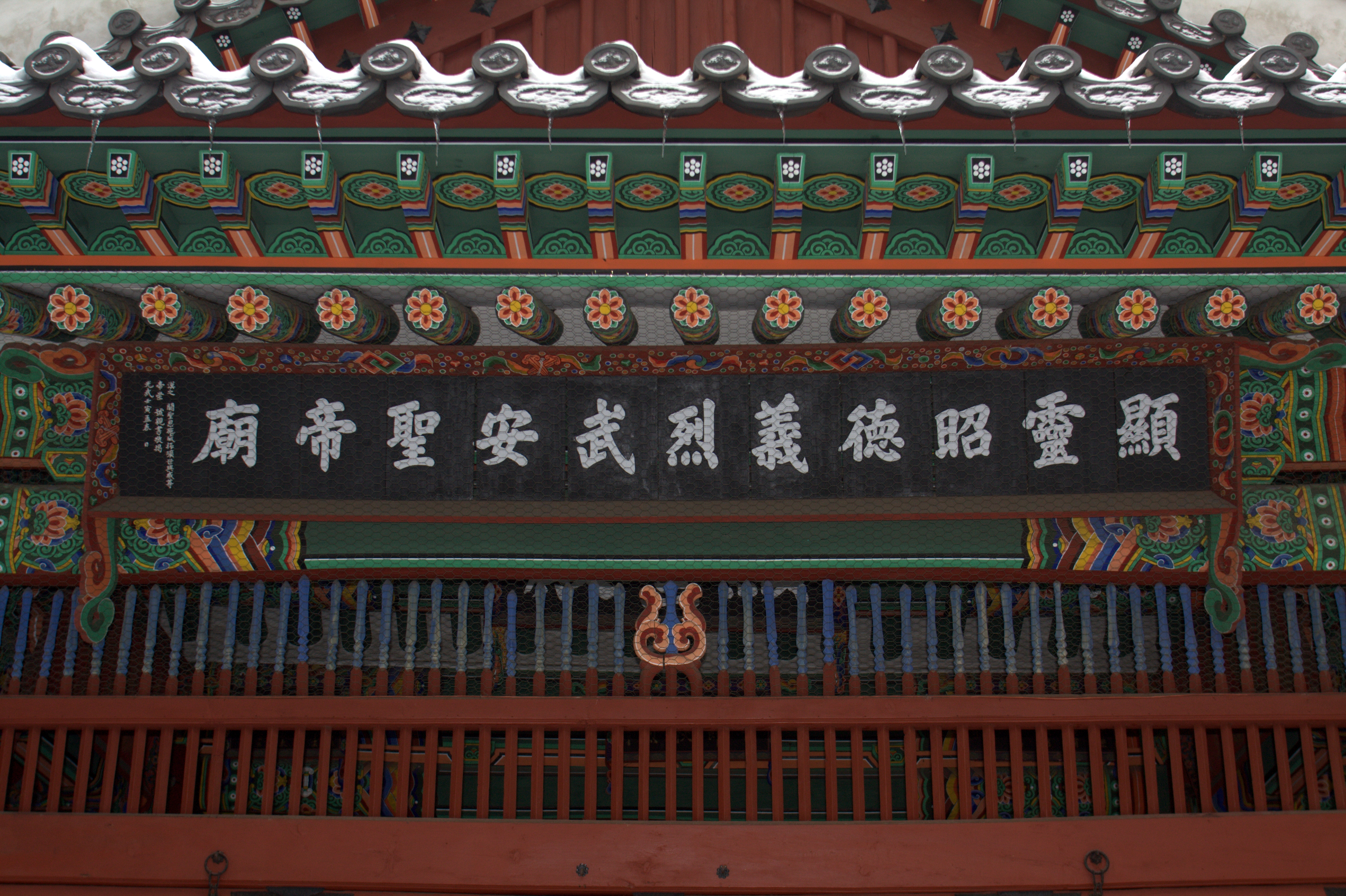
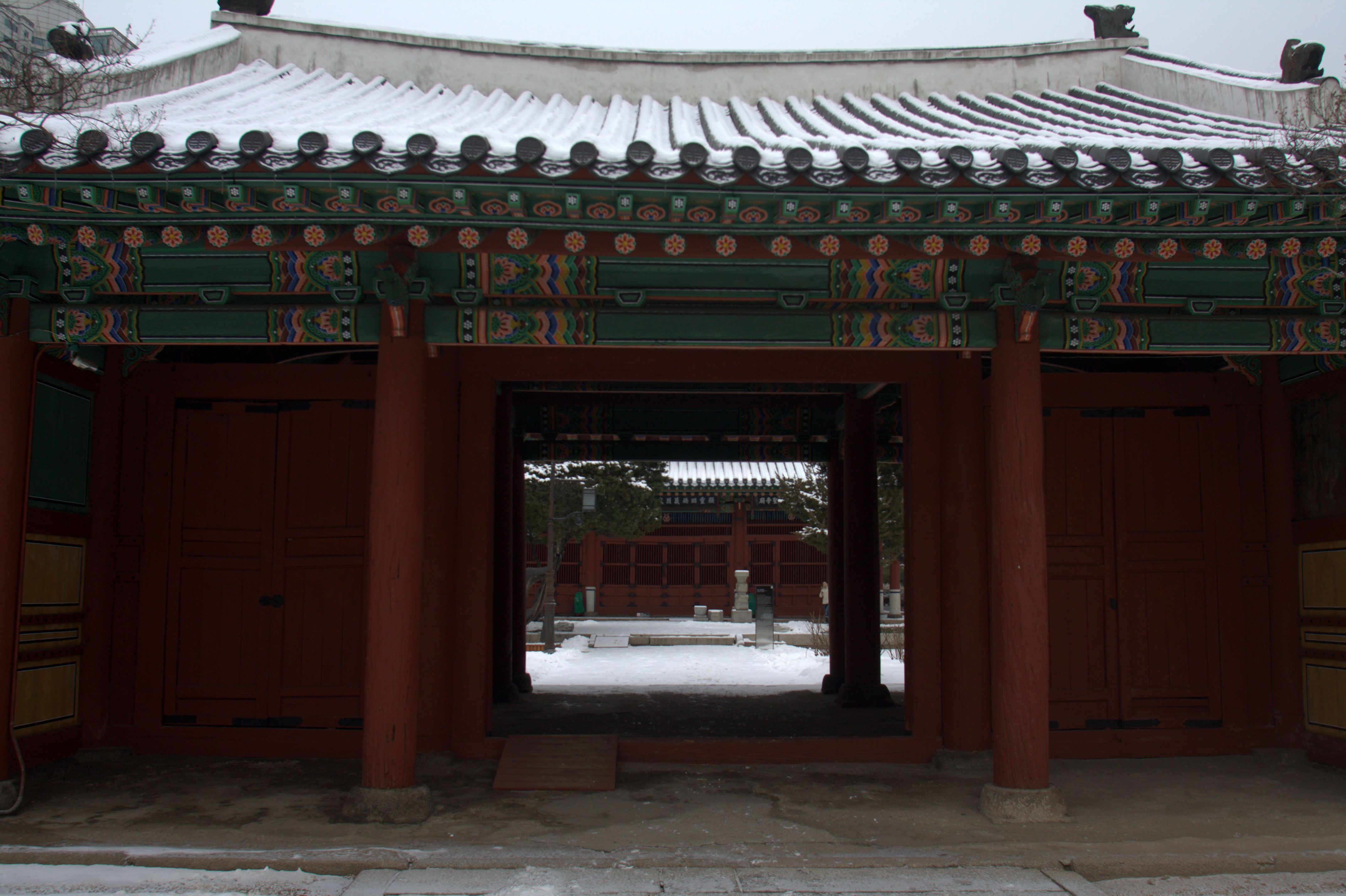

## 交通
地鐵
：東廟站